# Филипинска тупая
Филипинската тупая (Urogale everetti) е вид бозайник от семейство Tupaiidae, единствен представител на род Urogale.

## Разпространение и местообитание
Разпространен е във Филипините.